# ПС-9
АНТ-9, ПС-9 или «Крылья Советов» — ближнемагистральный трёхдвигательный самолёт, один из первых советских многоместных пассажирских самолётов, разработан в СССР в конце 1920-х годов.

## История
Работа над девятиместным магистральным пассажирским самолётом ПС-9 (АНТ-9) была начата ещё в 1927 году, когда общество «Добролет» совместно с Управлением ВВС выпустило технические требования к самолёту такого класса: скорость не менее 190-195 км/ч, потолок 4500-5000 м, полезная нагрузка до 750 кг и экипаж из трех человек. Самолет должен быть в первую очередь пассажирским, но в случае надобности применяться для военных целей как транспортное средство. Рассматривался также вариант установки на самолет бомбардировочного оборудования.

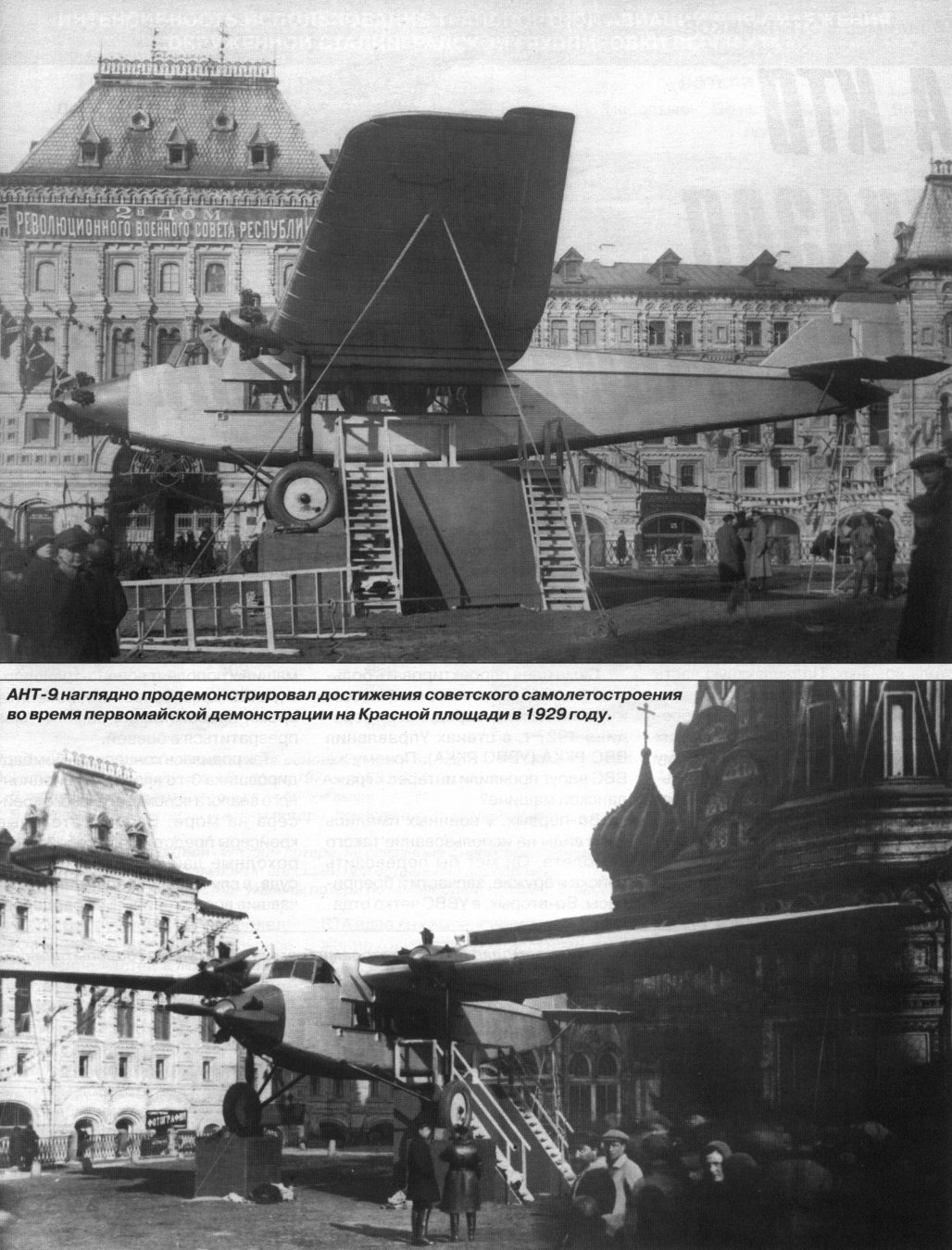
АНТ-9

АНТ-9 был выполнен по схеме свободнонесущего высокоплана с неубирающимся шасси и с цельнометаллической конструкцией планера, имевшей много общего с конструкцией первых военных самолётов семейства АНТ с гофрированной обшивкой. В частности, на опытном самолёте АНТ-9 использовались готовые отъемные части крыла и оперение с многоцелевого военного самолёта Р-6. Силовая установка опытного самолёта АНТ-9 состояла из трёх французских двигателей воздушного охлаждения Гном-Рон «Титан» мощностью по 230 л. с.; два двигателя устанавливались, как обычно на центроплане крыла и один — в носовой части фюзеляжа. При этом значительно повышалась безопасность полётов, но одновременно, как показал опыт последующей эксплуатации, усложнилось техническое обслуживание, увеличилось время подготовки к вылету и, в конечном итоге, повысилась стоимость летного часа, что немаловажно для коммерческой эксплуатации пассажирских самолётов.
В компоновке фюзеляжа АНТ-9 было много общего с самолётом К-5: сразу за двигателем в фюзеляже размещались закрытая двухместная кабина экипажа с двойным управлением, пассажирская кабина, туалет, гардероб и багажное отделение. На опытном самолёте в пассажирской кабине устанавливались девять кресел из плетеного камыша, которые впоследствии заменили креслами с силовым каркасом из кольчугалюминия. Продольная балансировка самолёта АНТ-9 при различной коммерческой нагрузке обеспечивалась управляемым в полёте стабилизатором с диапазоном изменения угла его установки от −6њ до — 0,5њ).
К 1 мая 1929 года самолёт был готов. Он выставлялся на Красной площади во время первомайских празднований.
В мае — июне 1929 года АНТ-9 успешно прошёл государственные испытания, в процессе которых — с полетной массой 5044 кг и с массой полезной нагрузки 1700 кг он показал максимальную скорость 209 км/ч. Высоту 1000 м он набирал за 6,5 мин, его практический потолок составил 3810 м, а техническая дальность полёта с пассажирами −1000 км. Разбег самолёта при взлете был равен 275—290 м, а пробег после посадки- 150—160 м.
12 июня 1929 года экипаж испытателей во главе с М. М. Громовым совершил на АНТ-9 перелёт Москва — Одесса — Севастополь — Киев — Москва протяжённостью 4000 км.
Самолёты как военно-транспортные принимали участие в Великой Отечественной войне.

## Конструкция самолета[4]
- Крыло — взято от самолета-разведчика Р-6 (АНТ-7), состояло  из центроплана и отъёмных частей. Продольный силовой набор четыре лонжерона ферменной конструкции из кольчугалюминия. Поперечный силовой набор — нервюры ферменной конструкции с трубчатыми раскосами, соединенными между собой расчалками. Центроплан изготавливался отдельно от фюзеляжа и крепился к верхним лонжеронам четырьмя болтами.
- Фюзеляж — имел близкое к прямоугольному поперечное сечение. Обшивка из листового гофрированного кольчугалюминия. Фюзеляж состоял из кабины экипажа, пассажирского салона на девять мест, гардероба, туалета и двух багажных отделений. Шпангоуты в пассажирской части рамные, в хвостовой части — раскосы из труб. Кресла располагались в два ряда с проходом по середине салона. В кабине экипажа располагались два пилота и бортмеханик.
- Хвостовое оперение — было выполнено на базе оного от самолета Р-6, с небольшими доработками. Конструктивно аналогично крылу. Стабилизатор переставной в полете — ± 5 градусов.
- Шасси — пирамидальное с резиновой пластинчатой амортизацией. Каждая пирамида состояла из полуоси, раскоса и вертикальной стойки. Шасси изготавливалось целиком из импортной хромоникелиевой стали. Колеса спитцевые, размером 1110х250 мм.
- Силовая установка — На прототипе АНТ-9 устанавливали три двигателя Titan мощностью по 230 л.с. (фирма Gnome Rhone). На серийных АНТ-9 — три двигателя М-26 мощностью по 300 л.с. На серийных ПС-9 — два двигателя М-17Б по 500 л.с. Двигатели крепились к моторамам, сваренным из труб; для гашения вибрации использовались резиновые демпферы. В крыльях были размещены бензиновые баки. Винты двухлопастные деревянные фиксированного шага.

## Лётно-технические характеристики.
Источник данных: 

Технические характеристики
- Экипаж: 2 чел.
- Пассажировместимость: 9 чел.
- Грузоподъёмность: 1700 кг
- Длина: 17,01 м
- Размах крыла: 27,31 м
- Высота: 4,86 м
- Площадь крыла: 84,00 м²
- Масса пустого: 3650 кг
- Максимальная взлётная масса: 5043 кг
- Силовая установка: 3 × ПД Gnome-Rhone Titan[англ.]
- Мощность двигателей: 3 × 230 л. с.

Лётные характеристики
- Максимальная скорость: 209 км/ч
- Крейсерская скорость: 186 км/ч
- Практическая дальность: 1000 км
- Практический потолок: 3810 м

## Авиационные происшествия и катастрофы
- 12 июля 1931 года самолёт столкнулся с деревьями близ железнодорожной станции Алабино в условиях тумана. Погибли все 8 человек[5].
- 10 мая 1932 года АНТ-9 с бортовым номером Л128 проводил испытания на планирование с винтом Д-265. В полете началась течь масла из правого двигателя и был отключён. Столкнулся с деревьями близ Октябрьского поля и разрушился. На борту находилось 2 члена экипажа и 9 пассажиров. Погибли 4 человека: 1 член экипажа и 3 пассажира[6].
- 18 августа 1933 года АНТ-9 с бортовым номером Л150 столкнулся в воздухе с У-2 с бортовым номером С227 над аэропортом Казани. АНТ-9 столкнулся с хвостовым оперением У-2 и совершил вынужденную посадку. У-2, лишившись хвоста, вертикально столкнулся с землёй. На борту АНТ-9 находилось 2 члена экипажа и 9 пассажиров, погибли 2 человека на борту У-2: член экипажа и пассажир[7].
- 27 июля 1934 года самолёт с бортовым номером Л130 при посадке столкнулся с землёй близ аэропорта Бертыс. Во время захода экипаж совершил серьёзные нарушения с боковым ветром. Из-за чего, во время разворота, потерял скорость и столкнулся с землёй. На борту находилось 2 члена экипажа и 8 пассажиров, погибли все 10 человек[8].
- 27 июля 1936 года самолёт с бортовым номером Л192 разбился при посадке в аэропорту Куляб. Самолёт при посадке неожиданно резко взмыл и, потеряв на высоте около 30 м скорость, столкнулся с землёй и загорелся. На борту находилось 2 члена экипажа и 4 пассажира, погибли все 6 человек[9].
- 6 ноября 1936 года самолёт с бортовым номером URSS-D311 авиакомпании «Дерулюфт» разбился близ деревни Немирово (Рузский район). В полёте столкнулся с деревьями, перевернулся и загорелся. На борту находилось 2 члена экипажа и 7 пассажиров, погибли все 9 человек[10].
- 10 февраля 1937 года самолёт с бортовым номером Л167 разбился близ села Нижний Наур (Надтеречный район). В полёте, после выхода из тумана, начали отказывать приборы. Экипаж наблюдал за приборами, из-за чего самолёт столкнулся с вершиной. На борту находилось 2 члена экипажа, погиб 1 человек[11].
- 27 июня 1937 года самолёт с бортовым номером Л176 столкнулся с самолётом П-5Л с бортовым номером И93 в аэропорту Запорожья. П-5Л проходя трассу по непонятной причине повернул обратно на аэропорт,  АНТ-6 же собирался взлететь. Экипажи, игнорируя запреты, столкнулись на ВПП и загорелись. На борту АНТ-9 находилось 2 члена экипажа и 9 пассажиров, погибли 9 человек: оба члена экипажа и 7 пассажиров. На борту П-5Л находилось 2 члена экипажа и 2 пассажира, погибли 2 человека: член экипажа и пассажир[12].

## «Крылья Советов»
10 июля 1929 года самолёт, получивший наименование «Крылья Советов», отправился в европейское турне. Европейский перелёт АНТ-9 проводился по специальному постановлению Правительства СССР с целью демонстрации достижений советского авиастроения. Пилотировать «Крылья Советов» было доверено М. Громову, следил за техническим состоянием самолёта в рейсе бортмеханик Русаков. Начальником экспедиции являлся В. А. Зарзар. На борту находились ведущий авиаконструктор туполевского КБ А. Архангельский, как технический руководитель перелета, и группа журналистов, в том числе Михаил Кольцов и Алексей Гарри, художник-карикатурист Борис Ефимов. Маршрут самолёта был таким: Москва — Травемюнде — Берлин — Париж — Рим — Марсель — Лондон — Париж — Берлин — Варшава — Москва. М. М. Громов пролетел 9037 км за 53 лётных часа и со средней скоростью 170,5 км/ч.

## «Крокодил»
«Крокодил»: агитационный самолёт на базе АНТ-9; был создан в 1935 году по заказу редакции одноимённого сатирического журнала, и был двухдвигательным. Создание было приурочено к 40-летию творческой деятельности Максима Горького. Входил в состав Особой сводной агитэскадрильи им. Максима Горького.
Самолёту были приданы специфические, «крокодильи» формы:
- нестандартный: вытянутый и чуть вздёрнутый вверх носовой обтекатель;
- декоративный зубчатый гребень по верху фюзеляжа;
- небольшие изменения в шасси — подкосы, полуоси и колёса прикрыли обтекателями (из-за этого они стали похожи на лапы крокодила)

Экипаж: Осипов, Василий Власович (пилот); Гончаренко Дмитрий (бортмеханик).

## ПС-9 в филателии
- В 1934 году была выпущена серия почтовых марок, посвящённых 10-летию Гражданской авиации СССР, авиапочта.
- В 1937 году была выпущена серия почтовых марок Авиапочта, Серия «Самолёты СССР».

К 10-летию Гражданской авиации СССР
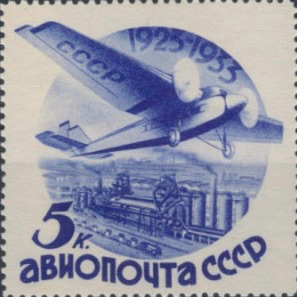
Над домнами Кузбасса.
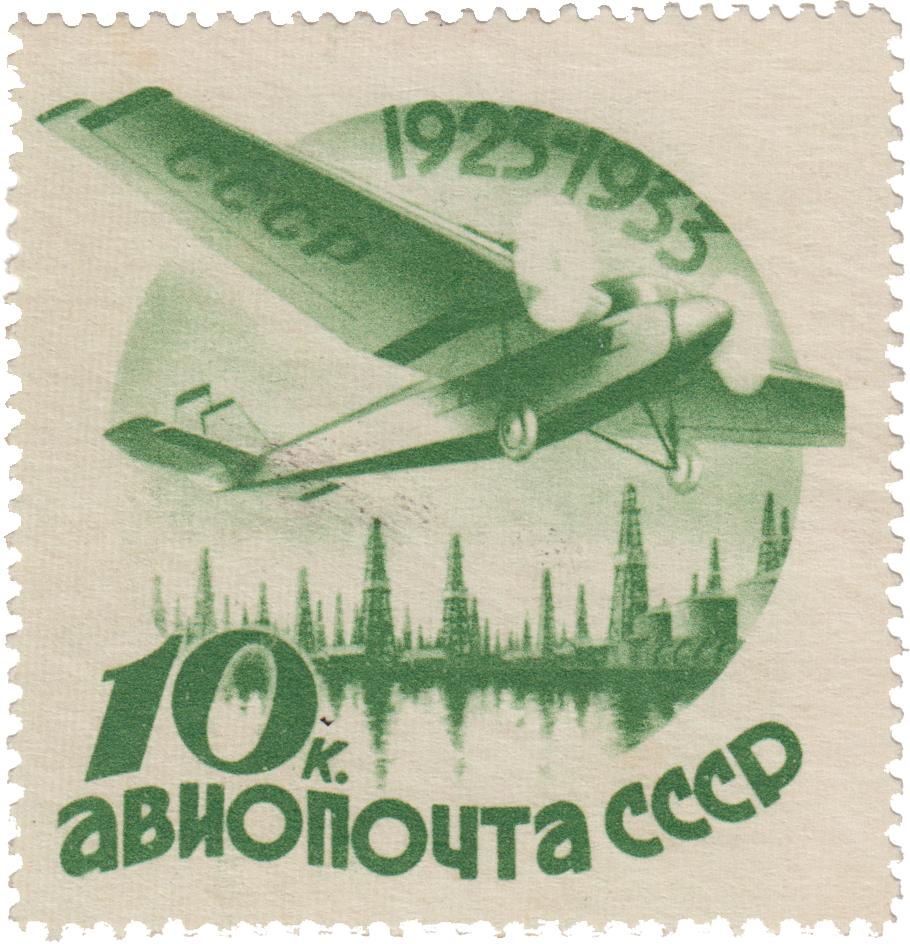
Над нефтяными вышками.
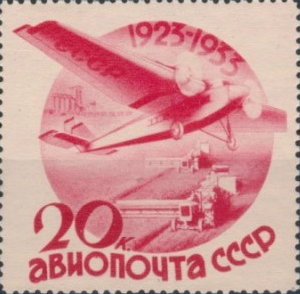
Над колхозными полями.
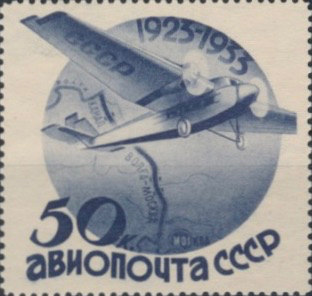
Над каналом имени Москвы.
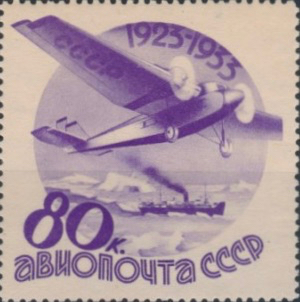
Над Арктикой.

Авиапочта. Серия «Самолёты СССР»
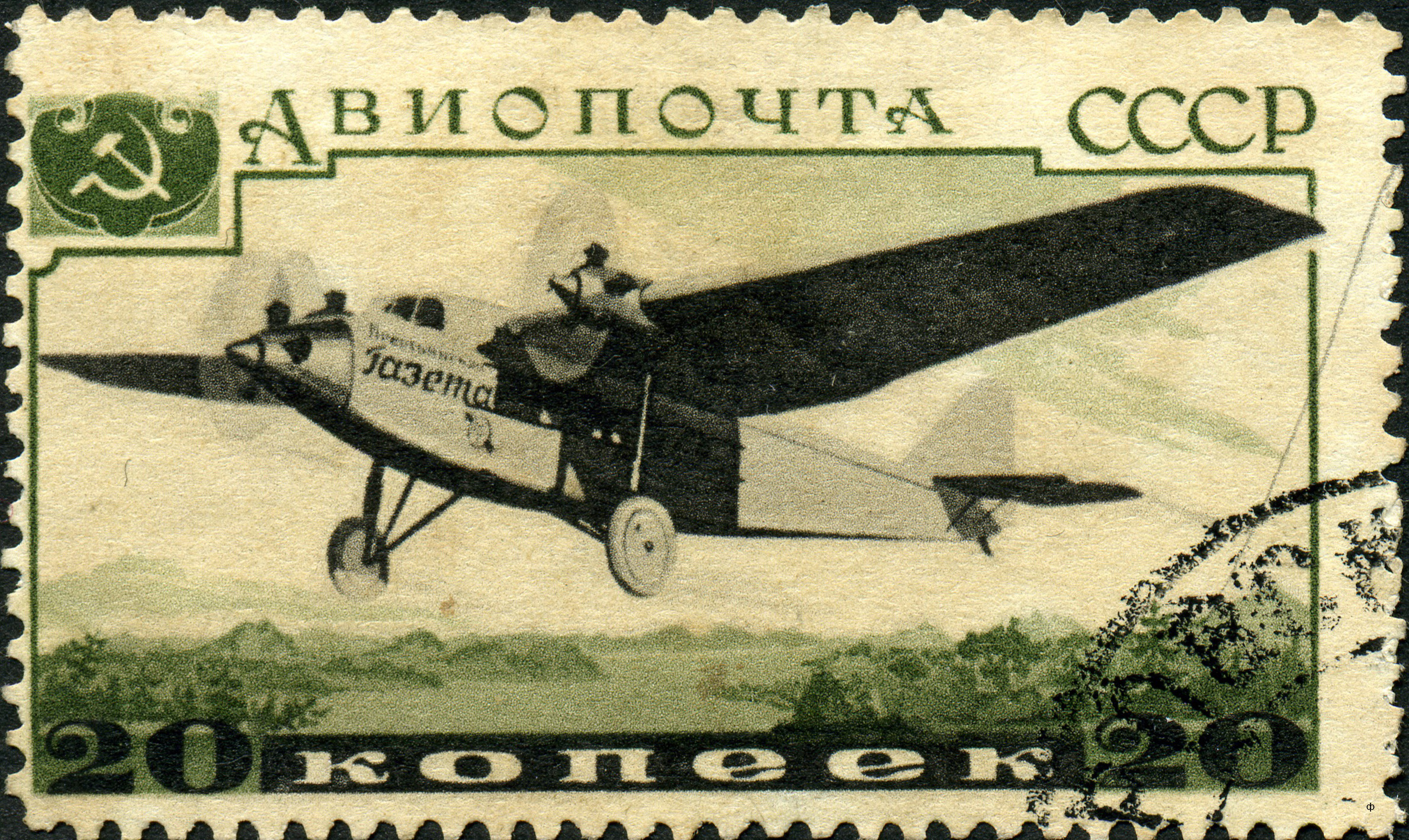
Самолёт АНТ-9, чёрная, зелёная на кремовом фоне
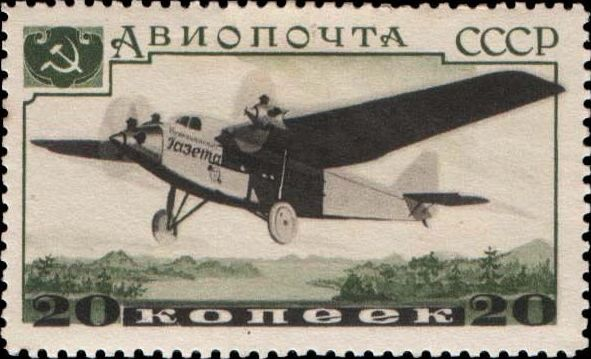
Самолёт АНТ-9, чёрная, зелёная
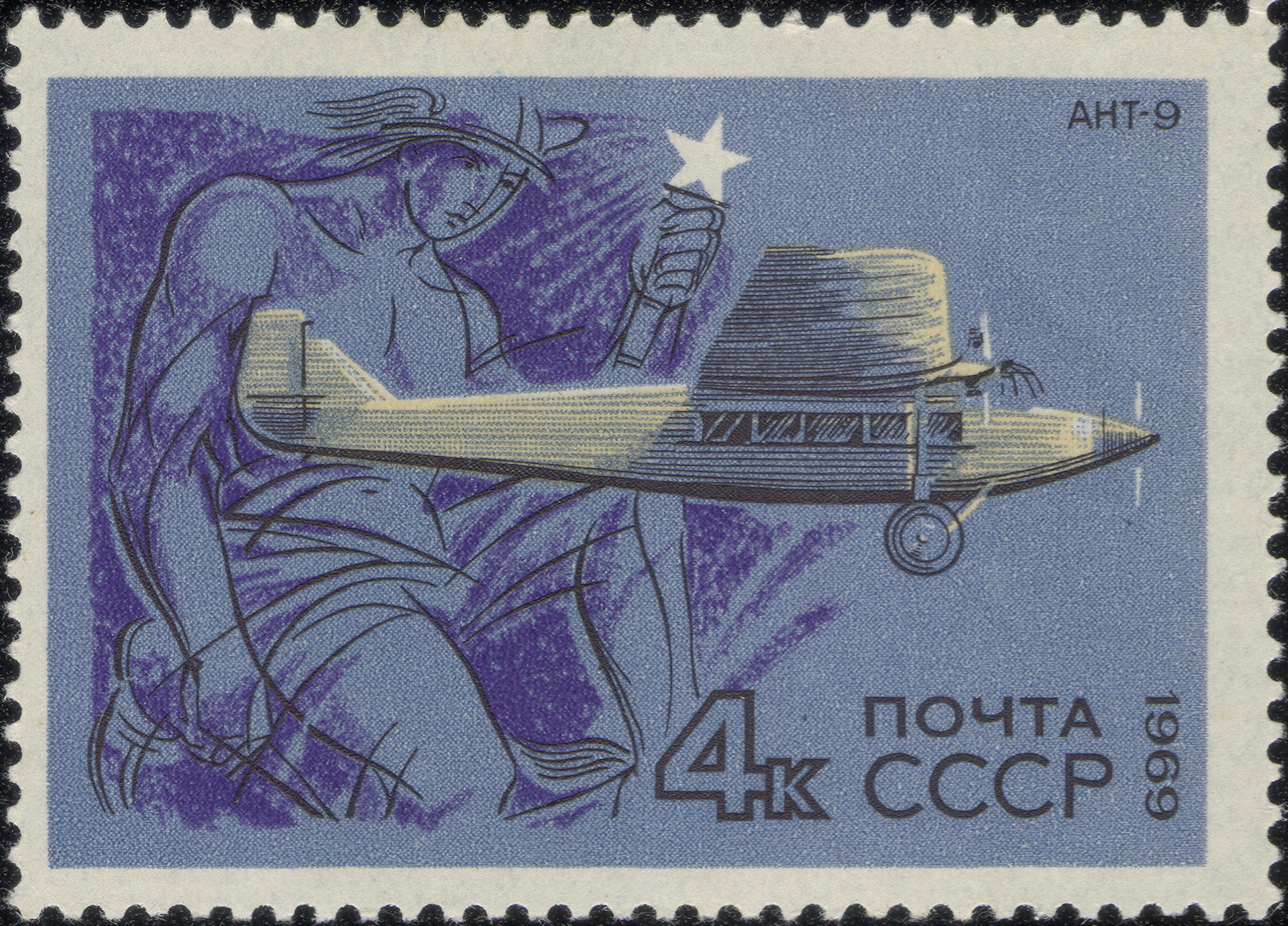
Почтовая марка, 1969 год